# Innisfail-Sylvan Lake
Circonscription électorale provinciale du Canada
Innisfail-Sylvan Lake est une circonscription électorale provinciale de l'Alberta (Canada), située dans le centre de la province. Elle comprend les villes d'Innisfail et Sylvan Lake, et entoure complètement la ville de Red Deer (qui est représentée par Red Deer-Sud et Red Deer-Nord). Son député actuel est Don MacIntyre du parti Wildrose.

## Liste des députés
| Années | Années          | Député         | Parti politique           |
| ------ | --------------- | -------------- | ------------------------- |
|        | 1993 - 1997     | Gary Severtson | Progressiste-conservateur |
|        | 1997 - 2001     | Gary Severtson | Progressiste-conservateur |
|        | 2001 - 2004     | Luke Ouellette | Progressiste-conservateur |
|        | 2004 - 2008     | Luke Ouellette | Progressiste-conservateur |
|        | 2008 - 2012     | Luke Ouellette | Progressiste-conservateur |
|        | 2012 - 2014     | Kerry Towle    | Wildrose                  |
|        | 2014 - 2015     | Kerry Towle    | Progressiste-conservateur |
|        | 2015 - (actuel) | Don MacIntyre  | Wildrose                  |